# Уильямс, Криста
Криста Уильямс (5 февраля 1926—28 июля 2012) — немецкая певица, участница Евровидения-1959.

## Биография
Родилась 5 февраля 1926 года. В 1942 году семья переехала в Мюнхен. Она училась пению в консерватории Рихарда Штрауса в Мюнхене, а позже в Hochschule fur Musik und Theatre Munchen. В 1962 году она подписала контракт с Ариолой и имела успех до середины 1960-х годов. Криста также появляется в фильмах в роли певицы. В 1968 году она ушла из шоу-бизнеса и основала музыкальную школу со своим мужем в Мюнхене. Умерла 28 июля 2012 года в Мюнхене.

## Евровидение
11 марта 1959 года она представляла Швейцарию на Евровидении. С песней Irgendwoher она заняла 4 место, набрав 14 баллов.

## Фильмография
- Nachts im Grunen Kakadu (1957)
- Es wird alles wieder gut (1957)
- Die Beine von Dolores (1957)
- Der Sundenbock von Spatzenhausen (1958)
- Alle Tage ist kein Sonntag (1959)
- Bobby Dodd greift ein (1960)
- Pension Scholler (1960)
- Schlagerparade 1961 (1961)